# Babord

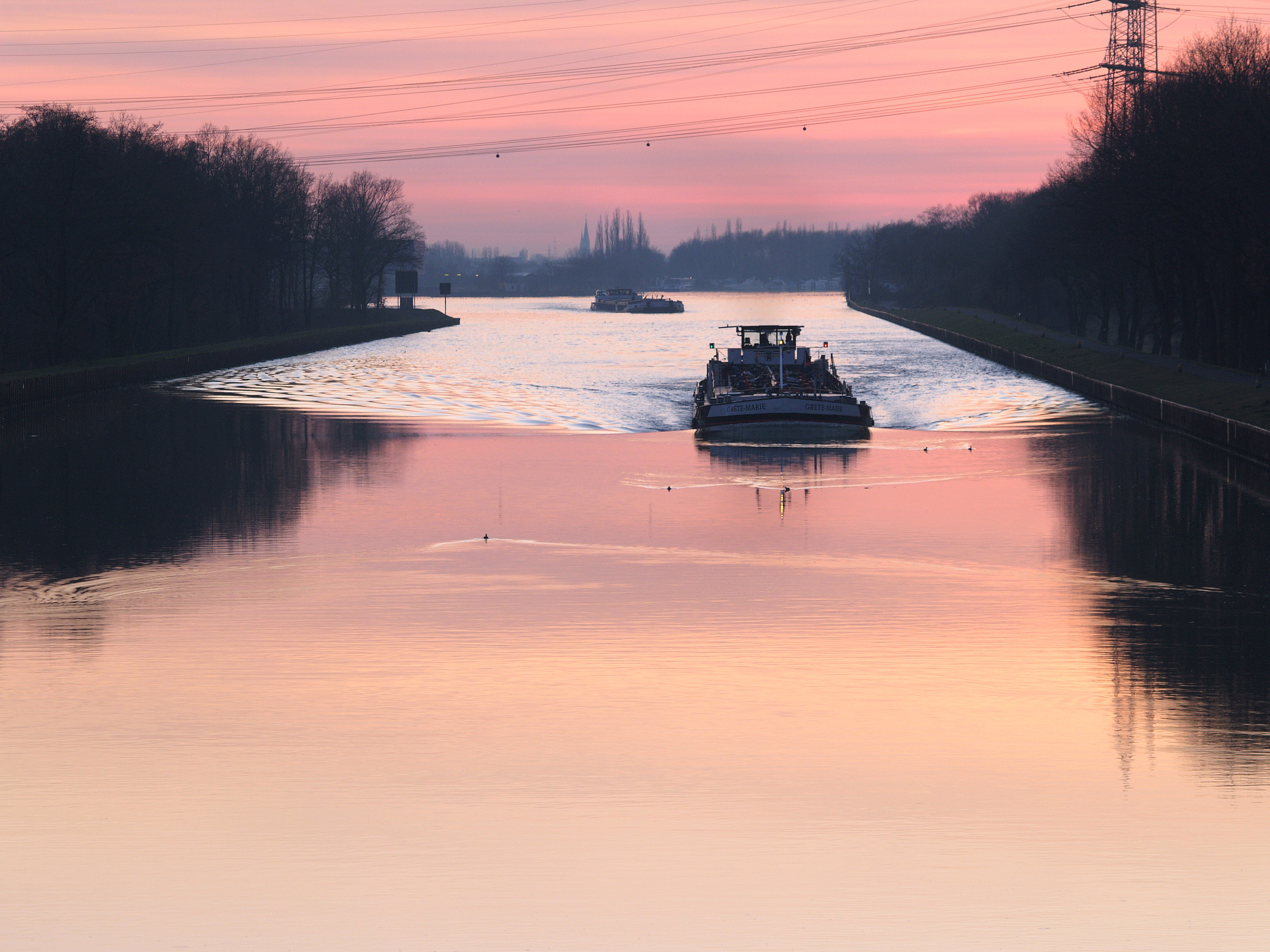
Motorfartyg med positionslanternor. I fartriktning, grön på styrbord sida och babord röd. I mitten topplanternan varvid man kan se att fartyget är under 50 meter långt.

Babord är den vänstra sidan av ett fartyg ifrån aktern sett. Babordssidan har röd lanterna. Namnet lär enligt gängse historieskrivning komma av att babord (bakbord) var den sida som rorsman hade bakom ryggen eftersom styråran var fäst på styrbordssidan. Den engelska beteckningen (port) kommer av att det var den sida man lade mot kaj för att inte skada styråran.
Babordssidan ansågs av tradition inte lika fin som styrbordssidan. När fartyget låg för ankar togs till exempel manskap och lägre befäl ombord på babordssidan, medan högre befäl kom via styrbordssidan.
Babordsvakt är den ena hälften av det vaktgörande manskapet på ett fartyg. Denna del av besättningen kallas babölingar.